# Černíkov
Černíkov (německy Tschernikau, dříve Czernikau) je obec v okrese Klatovy v Plzeňském kraji. Leží přibližně na poloviční cestě mezi městy Kdyně a Klatovy. V obci žije 372 obyvatel.

## Historie
První písemná zmínka o obci pochází z roku 1379.

## Obyvatelstvo
| Rok            | 1869  | 1880  | 1890 | 1900  | 1910 | 1921 | 1930 | 1950 | 1961 | 1970 | 1980 | 1991 | 2001 | 2011 | 2021 |
| -------------- | ----- | ----- | ---- | ----- | ---- | ---- | ---- | ---- | ---- | ---- | ---- | ---- | ---- | ---- | ---- |
| Počet obyvatel | 1 166 | 1 130 | 976  | 1 030 | 999  | 935  | 843  | 584  | 553  | 461  | 381  | 374  | 333  | 323  | 338  |
| Počet domů     | 169   | 176   | 179  | 171   | 168  | 167  | 174  | 175  | 154  | 139  | 127  | 146  | 147  | 148  | 147  |

## Obecní správa
Od 1. července 1960 do 31. prosince 2006 byla obec součástí okresu Domažlice. Podle vyhlášky Ministerstva vnitra ČR č. 513/2006 Sb. obec přešla ke dni 1. ledna 2007 do okresu Klatovy.

### Části obce
- Černíkov
- Nevděk
- Rudoltice
- Slavíkovice
- Vílov

### Obecní symboly
Znak a vlajka byly obci uděleny rozhodnutím předsedy Poslanecké sněmovny Parlamentu České republiky dne 8. června 2004.

## Pamětihodnosti
Na vrcholu Velkého Kouřimu severozápadně od vesnice se nachází terénní pozůstatky zaniklého hradu Ruchomperk. Byl založen pravděpodobně panovníkem na přelomu dvanáctého a třináctého století a zanikl již v první polovině třináctého století.

## Galerie

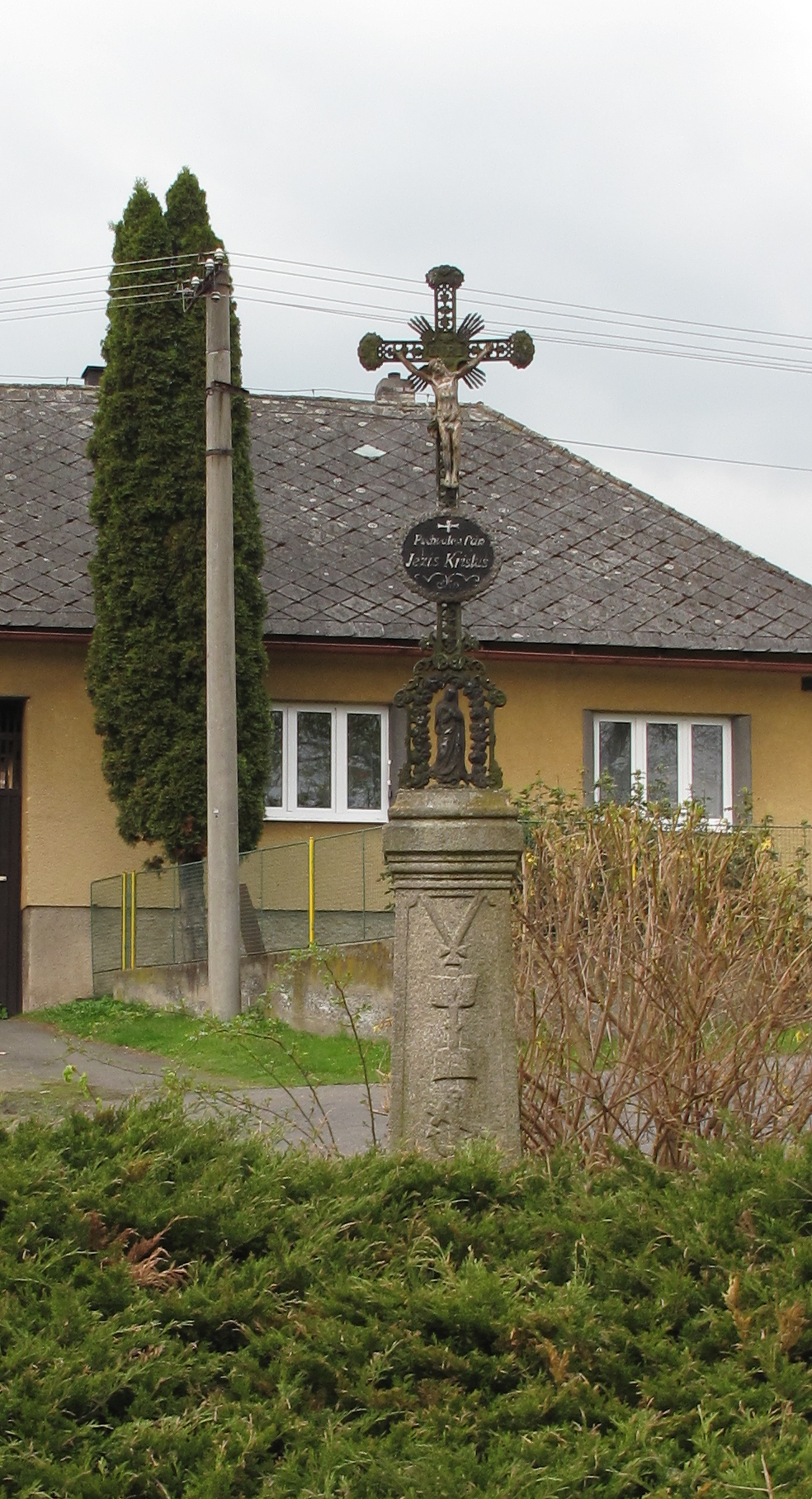
Boží muka
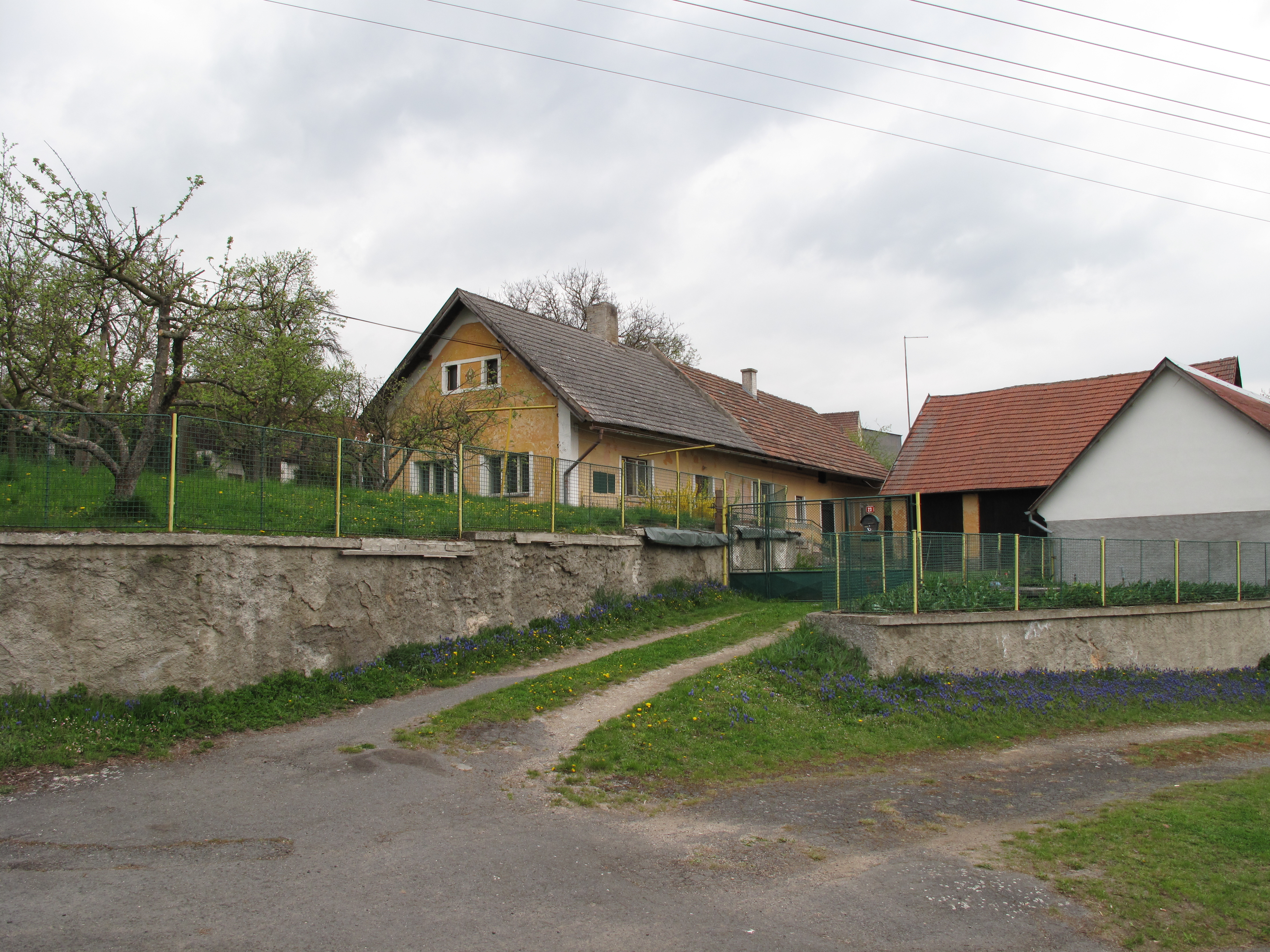
Místní domy
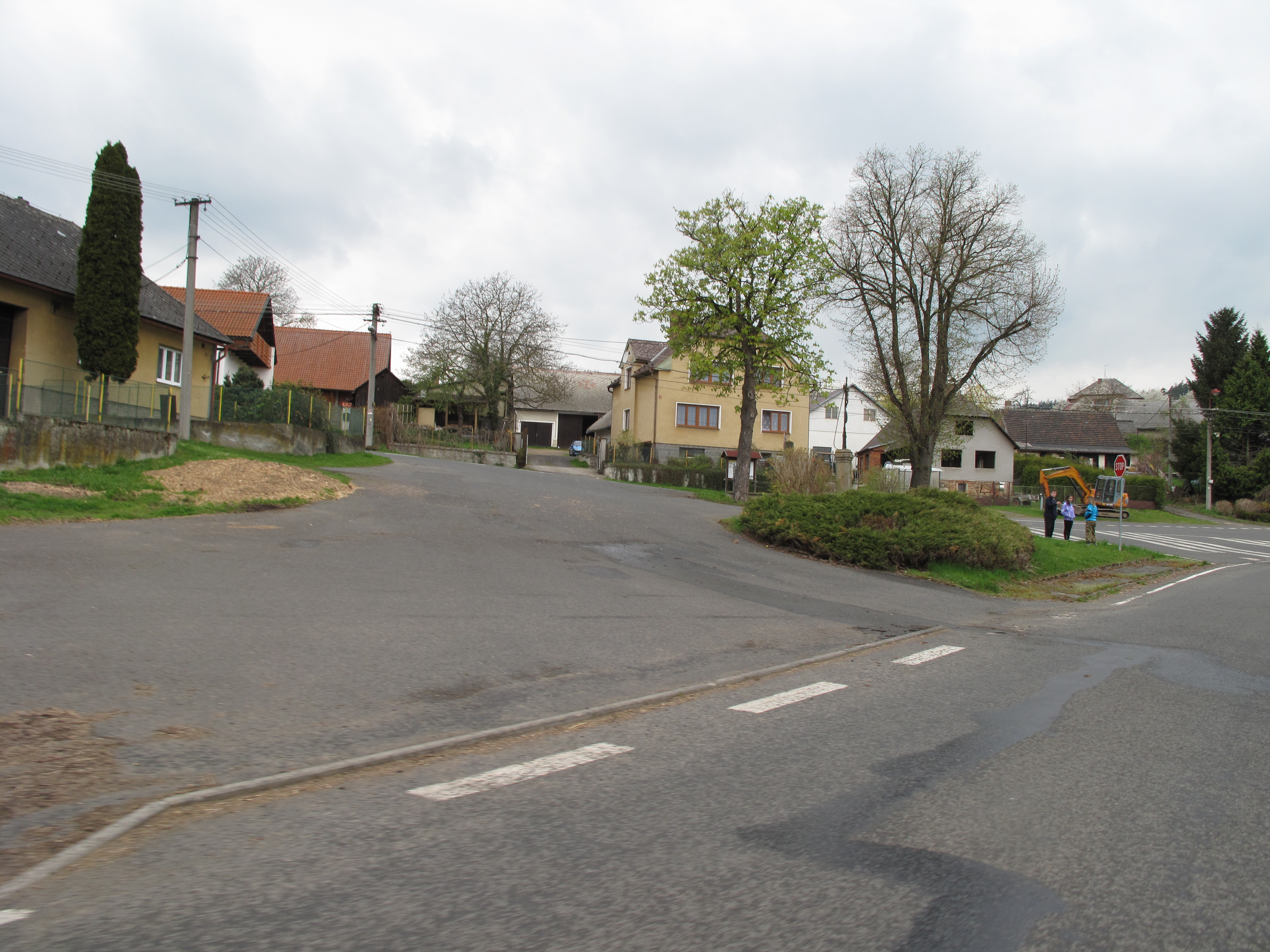
Rozcestí